# جيريمي أغيري
جيريمي أغيري (بالإسبانية: Jeremy Aguirre)‏ هو لاعب كرة قدم بيروفي، ولد في 20 فبراير 1999 في Bellavista District ‏ في بيرو.

## وصلات خارجية
- جيريمي أغيري على موقع قاعدة بيانات كرة القدم.إي يو (الإنجليزية)
- جيريمي أغيري على موقع Soccerway.com (الإنجليزية)